# Письменники наукової фантастики ХХ століття
«Письменники наукової фантастики ХХ століття» (англ. Twentieth-Century Science-Fiction Writers) — книга Кертіса К. Сміта про авторів наукової фантастики XX століття, опублікована в жовтні 1981 року. Третя книга в серії «Англомовні письменники ХХ століття» (Twentieth-Century Writers of the English Language) видавництва St. Martin's Press (дві інші — «Англомовні письменники про злочини та містику ХХ століття» (Twentieth-Century Writers of the English Language) та «Дитячі письменники ХХ століття» (Twentieth-Century Children's Writers).

## Створення
Кертіс С. Сміт (ад'юнкт-професор гуманітарних наук Г'юстонського університету у Клір-Лейк Сіті) працював над книгою понад три роки за допомоги 20 консультантів і 146 авторів. Усім живим авторам було надіслано анкету для отримання біографічних відомостей, і цю інформацію перехресно перевірено.

## Зміст
Перше видання містить 540 записів по англо-американських письменників, 35 письменників іноземними мовами та п'ятьох «основних письменників фентезі» (англ. major fantasy writers). Статті про англо-американських письменників містять біографічний опис, а також адресу автора або іноді його літературного агента. У бібліографії перелічено науково-фантастичні книги, інші публікації та опубліковані бібліографії автора.

## Прийняття
Критики зустріли книгу переважно позитивно, але критикували за бібліографічні помилки. Крім того, багатьох дивувала початкова ціна 65 доларів. Ніл Баррон із Science Fiction & Fantasy Book Review зробив огляд книги, зазначивши, що «наведена бібліографія відносно повна» (англ. the bibliography which follows is relatively thorough.). Джон Клют із Foundation критикував її словами: «Я, наприклад, відчуваю складну емоційну та інтелектуальну зраду, споглядаючи книгу» (I for one feel a sense of complex emotional and intellectual betrayal on contemplating the book.). Джефф Френ із Locus критикував книгу за відсутність, помилки класифікації або неправильні назви статей, але оцінив схвально, сказавши: «Попри недоліки, це корисний том, до якого варто якось отримати доступ» (In spite of its flaws, it's a useful volume, one worth gaining access to somehow.). Берд Сірлз із Азімовз сайнс фікшн прокоментував: «Загалом, я вважаю, що це джерело великої кількості інформації навіть для неакадемічного широкого читача» (In all, I judge it to be a source of much information even for the non-academic general reader), але спростував, що він написав три статті та зазначений як консультант.